# وزارة الخدمة المدنية والتأمينات (اليمن)
وزارة الخدمة المدنية والتأمينات هي أحد وزارات الحكومة اليمنية.

## الوزير
الوزير الحالي هو عبد الناصر أحمد علي الوالي منذ 18 ديسمبر 2020م.